# Németország az 1994. évi téli olimpiai játékokon
Németország a norvégiai Lillehammerben megrendezett 1994. évi téli olimpiai játékok egyik részt vevő nemzete volt. Az országot az olimpián 11 sportágban 112 sportoló képviselte, akik összesen 24 érmet szereztek.

## Érmesek
| Érem  | Versenyző                                                         | Sportág        | Versenyszám                  |
| ----- | ----------------------------------------------------------------- | -------------- | ---------------------------- |
| Arany | Markus Wasmeier                                                   | Alpesisí       | Férfi óriás-műlesiklás       |
| Arany | Markus Wasmeier                                                   | Alpesisí       | Férfi szuperóriás-műlesiklás |
| Arany | Katja Seizinger                                                   | Alpesisí       | Női lesiklás                 |
| Arany | Ricco Groß Frank Luck Mark Kirchner Sven Fischer                  | Biatlon        | Férfi 4 × 7,5 km váltó       |
| Arany | Harald Czudaj Karsten Brannasch Olaf Hampel Alexander Szelig      | Bob            | Férfi négyes                 |
| Arany | Claudia Pechstein                                                 | Gyorskorcsolya | Női 5000 m                   |
| Arany | Jens Weißflog                                                     | Síugrás        | Egyéni, nagysánc             |
| Arany | Jens Weißflog Dieter Thoma Hansjörg Jäkle Christof Duffner        | Síugrás        | Csapat                       |
| Arany | Georg Hackl                                                       | Szánkó         | Férfi egyes                  |
| Ezüst | Martina Ertl                                                      | Alpesisí       | Női óriás-műlesiklás         |
| Ezüst | Ricco Groß                                                        | Biatlon        | Férfi 10 km sprint           |
| Ezüst | Frank Luck                                                        | Biatlon        | Férfi 20 km egyéni indításos |
| Ezüst | Uschi Disl Antje Misersky Simone Greiner-Petter-Memm Petra Schaaf | Biatlon        | Női 4 × 7,5 km váltó         |
| Ezüst | Anke Baier                                                        | Gyorskorcsolya | Női 1000 m                   |
| Ezüst | Gunda Niemann                                                     | Gyorskorcsolya | Női 5000 m                   |
| Ezüst | Susi Erdmann                                                      | Szánkó         | Női egyes                    |
| Bronz | Sven Fischer                                                      | Biatlon        | Férfi 20 km egyéni indításos |
| Bronz | Uschi Disl                                                        | Biatlon        | Női 15 km egyéni indításos   |
| Bronz | Wolfgang Hoppe Ulf Hielscher René Hannemann Carsten Embach        | Bob            | Férfi négyes                 |
| Bronz | Franziska Schenk                                                  | Gyorskorcsolya | Női 500 m                    |
| Bronz | Gunda Niemann                                                     | Gyorskorcsolya | Női 1500 m                   |
| Bronz | Claudia Pechstein                                                 | Gyorskorcsolya | Női 3000 m                   |
| Bronz | Dieter Thoma                                                      | Síugrás        | Egyéni, normálsánc           |
| Bronz | Stefan Krauße Jan Behrendt                                        | Szánkó         | Kettes                       |

## Alpesisí
Férfi
| Versenyző         | Versenyszám            | 1. futam      | 1. futam      | 2. futam      | 2. futam      | Összesítés    | Összesítés    |
| Versenyző         | Versenyszám            | Idő           | Hely.         | Idő           | Hely.         | Idő           | Helyezés      |
| ----------------- | ---------------------- | ------------- | ------------- | ------------- | ------------- | ------------- | ------------- |
| Tobias Barnerssoi | Óriás-műlesiklás       | 1:29,96       | 15.*          | 1:24,53       | 13.           | 2:54,49       | 15.           |
| Tobias Barnerssoi | Szuperóriás-műlesiklás |               |               |               |               | nem ért célba | nem ért célba |
| Bernhard Bauer    | Műlesiklás             | nem ért célba | nem ért célba | kiesett       | kiesett       | kiesett       | kiesett       |
| Armin Bittner     | Műlesiklás             | nem ért célba | nem ért célba | kiesett       | kiesett       | kiesett       | kiesett       |
| Peter Roth        | Műlesiklás             | 1:01,84       | 3.            | nem ért célba | nem ért célba | kiesett       | kiesett       |
| Hansjörg Tauscher | Lesiklás               |               |               |               |               | 1:47,30       | 25.           |
| Hansjörg Tauscher | Szuperóriás-műlesiklás |               |               |               |               | 1:34,71       | 21.           |
| Markus Wasmeier   | Lesiklás               |               |               |               |               | 1:48,53       | 36.           |
| Markus Wasmeier   | Óriás-műlesiklás       | 1:28,71       | 3.            | 1:23,75       | 3.            | 2:52,46       |               |
| Markus Wasmeier   | Szuperóriás-műlesiklás |               |               |               |               | 1:32,53       |               |

| Versenyző         | Versenyszám | Lesiklás | Lesiklás | Műlesiklás | Műlesiklás | Műlesiklás | Műlesiklás | Műlesiklás | Műlesiklás | Összesítés | Összesítés |
| Versenyző         | Versenyszám | Lesiklás | Lesiklás | 1. futam   | 1. futam   | 2. futam   | 2. futam   | Össz.      | Össz.      | Összesítés | Összesítés |
| Versenyző         | Versenyszám | Idő      | Hely.    | Idő        | Hely.      | Idő        | Hely.      | Idő        | Hely.      | Idő        | Helyezés   |
| ----------------- | ----------- | -------- | -------- | ---------- | ---------- | ---------- | ---------- | ---------- | ---------- | ---------- | ---------- |
| Tobias Barnerssoi | Összetett   | 1:40,56  | 33.      | 52,23      | 12.        | 49,70      | 15.        | 1:41,93    | 14.        | 3:22,49    | 14.        |
| Markus Wasmeier   | Összetett   | 1:39,04  | 20.      | nem indult | nem indult | kiesett    | kiesett    | kiesett    | kiesett    | kiesett    | kiesett    |

Női
| Versenyző             | Versenyszám            | 1. futam      | 1. futam      | 2. futam      | 2. futam      | Összesítés    | Összesítés    |
| Versenyző             | Versenyszám            | Idő           | Hely.         | Idő           | Hely.         | Idő           | Helyezés      |
| --------------------- | ---------------------- | ------------- | ------------- | ------------- | ------------- | ------------- | ------------- |
| Martina Ertl          | Lesiklás               |               |               |               |               | 1:37,10       | 4.            |
| Martina Ertl          | Műlesiklás             | 1:01,23       | 16.           | 58,42         | 15.           | 1:59,65       | 14.           |
| Martina Ertl          | Óriás-műlesiklás       | 1:21,34       | 5.            | 1:10,85       | 2.            | 2:32,19       |               |
| Hilde Gerg            | Műlesiklás             | 1:02,48       | 26.           | nem ért célba | nem ért célba | kiesett       | kiesett       |
| Hilde Gerg            | Óriás-műlesiklás       | 1:21,00       | 2.            | nem ért célba | nem ért célba | kiesett       | kiesett       |
| Hilde Gerg            | Szuperóriás-műlesiklás |               |               |               |               | 1:23,63       | 18.           |
| Michaela Gerg-Leitner | Szuperóriás-műlesiklás |               |               |               |               | 1:25,19       | 31.           |
| Katrin Gutensohn      | Lesiklás               |               |               |               |               | 1:38,14       | 18.           |
| Katrin Gutensohn      | Szuperóriás-műlesiklás |               |               |               |               | 1:22,84       | 6.            |
| Christina Meier-Höck  | Óriás-műlesiklás       | 1:22,02       | 11.           | 1:13,20       | 11.           | 2:35,22       | 10.           |
| Edda Mutter           | Műlesiklás             | nem ért célba | nem ért célba | kiesett       | kiesett       | kiesett       | kiesett       |
| Katja Seizinger       | Lesiklás               |               |               |               |               | 1:35,93       |               |
| Katja Seizinger       | Óriás-műlesiklás       | 1:21,62       | 7.            | nem ért célba | nem ért célba | kiesett       | kiesett       |
| Katja Seizinger       | Szuperóriás-műlesiklás |               |               |               |               | nem ért célba | nem ért célba |
| Miriam Vogt           | Lesiklás               |               |               |               |               | 1:37,86       | 12.           |
| Miriam Vogt           | Műlesiklás             | nem ért célba | nem ért célba | kiesett       | kiesett       | kiesett       | kiesett       |

| Versenyző       | Versenyszám | Lesiklás | Lesiklás | Műlesiklás    | Műlesiklás    | Műlesiklás | Műlesiklás | Műlesiklás | Műlesiklás | Összesítés | Összesítés |
| Versenyző       | Versenyszám | Lesiklás | Lesiklás | 1. futam      | 1. futam      | 2. futam   | 2. futam   | Össz.      | Össz.      | Összesítés | Összesítés |
| Versenyző       | Versenyszám | Idő      | Hely.    | Idő           | Hely.         | Idő        | Hely.      | Idő        | Hely.      | Idő        | Helyezés   |
| --------------- | ----------- | -------- | -------- | ------------- | ------------- | ---------- | ---------- | ---------- | ---------- | ---------- | ---------- |
| Martina Ertl    | Összetett   | 1:29,38  | 13.      | 50,98         | 6.            | 48,42      | 5.         | 1:39,40    | 6.         | 3:08,78    | 5.         |
| Hilde Gerg      | Összetett   | 1:29,02  | 9.       | 52,14         | 11.           | 48,94      | 10.        | 1:41,08    | 11.        | 3:10,10    | 8.         |
| Katja Seizinger | Összetett   | 1:27,28  | 1.       | nem ért célba | nem ért célba | kiesett    | kiesett    | kiesett    | kiesett    | kiesett    | kiesett    |
| Miriam Vogt     | Összetett   | 1:29,61  | 15.      | 51,24         | 8.            | 49,29      | 13.        | 1:40,53    | 9.         | 3:10,14    | 9.         |

* - egy másik versenyzővel azonos eredményt ért el

## Biatlon
Férfi
| Versenyző                                        | Versenyszám      | Lövőhiba    | Időeredmény | Helyezés |
| ------------------------------------------------ | ---------------- | ----------- | ----------- | -------- |
| Sven Fischer                                     | 10 km sprint     | 1 (1+0)     | 29:16,0     | 7.       |
| Sven Fischer                                     | 20 km egyéni     | 2 (0+2+0+0) | 57:41,9     |          |
| Ricco Groß                                       | 10 km sprint     | 0 (0+0)     | 28:13,0     |          |
| Mark Kirchner                                    | 10 km sprint     | 2 (1+1)     | 29:51,7     | 12.      |
| Mark Kirchner                                    | 20 km egyéni     | 4 (1+1+0+2) | 59:16,4     | 7.       |
| Frank Luck                                       | 10 km sprint     | 2 (1+1)     | 29:09,7     | 6.       |
| Frank Luck                                       | 20 km egyéni     | 3 (0+2+0+1) | 57:28,7     |          |
| Jens Steinigen                                   | 20 km egyéni     | 2 (0+0+2+0) | 58:18,1     | 5.       |
| Ricco Groß Frank Luck Mark Kirchner Sven Fischer | 4 × 7,5 km váltó | 0+0         | 1:30:22,1   |          |

Női
| Versenyző                                                       | Versenyszám      | Lövőhiba    | Időeredmény | Helyezés |
| --------------------------------------------------------------- | ---------------- | ----------- | ----------- | -------- |
| Petra Schaaf                                                    | 7,5 km sprint    | 2 (2+0)     | 26:33,6     | 5.       |
| Petra Schaaf                                                    | 15 km egyéni     | 5 (2+2+0+1) | 54:52,9     | 15.      |
| Uschi Disl                                                      | 7,5 km sprint    | 2 (1+1)     | 27:04,1     | 13.      |
| Uschi Disl                                                      | 15 km egyéni     | 3 (2+0+0+1) | 53:15,3     |          |
| Simone Greiner-Petter-Memm                                      | 7,5 km sprint    | 3 (3+0)     | 26:46,5     | 8.       |
| Simone Greiner-Petter-Memm                                      | 15 km egyéni     | 7 (1+2+2+2) | 58:06,5     | 36.      |
| Antje Harvey                                                    | 7,5 km sprint    | 3 (0+3)     | 27:46,5     | 26.      |
| Antje Harvey                                                    | 15 km egyéni     | 3 (0+1+0+2) | 54:12,4     | 9.       |
| Uschi Disl Antje Harvey Simone Greiner-Petter-Memm Petra Schaaf | 4 × 7,5 km váltó | 6           | 1:51:16,5   |          |

## Bob
| Versenyző                                                    | Versenyszám | 1. futam | 1. futam | 2. futam | 2. futam | 3. futam | 3. futam | 4. futam | 4. futam | Összesítés | Összesítés |
| Versenyző                                                    | Versenyszám | Idő      | Hely.    | Idő      | Hely.    | Idő      | Hely.    | Idő      | Hely.    | Idő        | Helyezés   |
| ------------------------------------------------------------ | ----------- | -------- | -------- | -------- | -------- | -------- | -------- | -------- | -------- | ---------- | ---------- |
| Rudi Lochner Markus Zimmermann                               | Kettes      | 52,74    | 7.       | 53,09    | 5.       | 52,76    | 3.       | 53,19    | 4.*      | 3:31,78    | 4.         |
| Sepp Dostthaler Bogdan Musiol                                | Kettes      | 53,02    | 14.      | 53,48    | 15.      | 53,10    | 10.      | 53,24    | 6.*      | 3:32,84    | 12.        |
| Wolfgang Hoppe Ulf Hielscher René Hannemann Carsten Embach   | Négyes      | 51,82    | 5.       | 51,91    | 3.       | 52,14    | 3.*      | 52,14    | 2.       | 3:28,01    |            |
| Harald Czudaj Karsten Brannasch Olaf Hampel Alexander Szelig | Négyes      | 51,67    | 1.       | 51,88    | 2.       | 52,07    | 2.       | 52,16    | 3.       | 3:27,78    |            |

* - egy másik csapattal azonos eredményt ért el

## Északi összetett
| Versenyző                                 | Versenyszám | Síugrás | Síugrás | Síugrás    | Sífutás   | Sífutás | Összesítés | Összesítés |
| Versenyző                                 | Versenyszám | Pont    | Hely.   | Időhátrány | Idő       | Hely.   | Idő        | Helyezés   |
| ----------------------------------------- | ----------- | ------- | ------- | ---------- | --------- | ------- | ---------- | ---------- |
| Thomas Abratis                            | Egyéni      | 194,0   | 24.*    | +5:53      | 40:55,7   | 28.     | 46:48,7    | 22.        |
| Roland Braun                              | Egyéni      | 209,0   | 12.     | +4:13      | 43:17,0   | 48.     | 47:30,0    | 35.        |
| Thomas Dufter                             | Egyéni      | 197,5   | 21.*    | +5:30      | 41:18,8   | 32.     | 46:48,8    | 23.        |
| Falk Schwaar                              | Egyéni      | 168,5   | 44.     | +8:43      | 40:53,8   | 26.*    | 49:36,8    | 42.        |
| Roland Braun Thomas Dufter Thomas Abratis | Csapat      | 595,0   | 8.      | +11:32     | 1:26:53,4 | 9.      | 1:38:25,4  | 10.        |

* - egy másik versenyzővel azonos eredményt ért el

## Gyorskorcsolya
Férfi
| Versenyző            | Versenyszám | Eredmény | Helyezés |
| -------------------- | ----------- | -------- | -------- |
| Peter Adeberg        | 500 m       | 37,35    | 18.      |
| Peter Adeberg        | 1000 m      | 1:14,15  | 13.      |
| Peter Adeberg        | 1500 m      | 1:53,50  | 6.       |
| Alexander Baumgärtel | 5000 m      | 6:59,64  | 23.      |
| Frank Dittrich       | 5000 m      | 6:52,27  | 8.       |
| Frank Dittrich       | 10 000 m    | 14:04,33 | 6.       |
| Lars Funke           | 500 m       | 37,80    | 28.      |
| Lars Funke           | 1000 m      | 1:15,44  | 28.      |
| Thomas Kumm          | 1500 m      | 1:55,35  | 19.      |
| Thomas Kumm          | 5000 m      | 7:02,18  | 29.      |
| Michael Spielmann    | 500 m       | 38,58    | 39.      |
| Michael Spielmann    | 1000 m      | 1:15,41  | 27.      |
| Michael Spielmann    | 1500 m      | 1:55,36  | 20.      |
| Olaf Zinke           | 1500 m      | 1:54,66  | 13.      |

Női
| Versenyző         | Versenyszám | Eredmény  | Helyezés  |
| ----------------- | ----------- | --------- | --------- |
| Ulrike Adeberg    | 1500 m      | 2:06,40   | 14.       |
| Anke Baier        | 500 m       | 40,59     | 15.       |
| Anke Baier        | 1000 m      | 1:20,12   |           |
| Anke Baier        | 1500 m      | 2:05,97   | 11.       |
| Monique Garbrecht | 500 m       | 39,95     | 6.        |
| Monique Garbrecht | 1000 m      | 1:20,32   | 5.        |
| Angela Hauck      | 500 m       | 40,38     | 12.       |
| Angela Hauck      | 1000 m      | 1:20,93   | 12.*      |
| Gunda Niemann     | 1500 m      | 2:03,41   |           |
| Gunda Niemann     | 3000 m      | kizárták~ | kizárták~ |
| Gunda Niemann     | 5000 m      | 7:14,88   |           |
| Claudia Pechstein | 3000 m      | 4:18,34   |           |
| Claudia Pechstein | 5000 m      | 7:14,37   |           |
| Franziska Schenk  | 500 m       | 39,70     |           |
| Franziska Schenk  | 1000 m      | 1:20,25   | 4.        |
| Heike Warnicke    | 1500 m      | 2:09,53   | 26.       |
| Heike Warnicke    | 3000 m      | 4:28,43   | 15.       |

* - egy másik versenyzővel azonos eredményt ért el

~ - a futam során elesett

## Jégkorong
| Német nemzeti férfi jégkorongcsapat-játékoskeret                                                                       | Német nemzeti férfi jégkorongcsapat-játékoskeret                                                                         | Német nemzeti férfi jégkorongcsapat-játékoskeret                                                                            |
| --- | --- | --- |
| - Rick Amann - Jan Benda - Thomas Brandl - Helmut de Raaf - Benoît Doucet - Georg Franz - Jörg Handrick - Dieter Hegen | - Josef Heiß - Uli Hiemer - Raimund Hilger - Torsten Kienass - Wolfgang Kummer - Mirko Lüdemann - Jörg Mayr - Klaus Merk | - Jayson Meyer - Andreas Niederberger - Michael Rumrich - Alexander Serikow - Leo Stefan - Bernd Truntschka - Stefan Ustorf |

A csoport
| Hely. | Csapat       | M | Gy | D | V | G+ | G– | Gk  | P  | Továbbjutás     |
| ----- | ------------ | - | -- | - | - | -- | -- | --- | -- | --------------- |
| 1.    | Finnország   | 5 | 5  | 0 | 0 | 25 | 4  | +21 | 10 | Negyeddöntő     |
| 2.    | Németország  | 5 | 3  | 0 | 2 | 11 | 14 | −3  | 6  | Negyeddöntő     |
| 3.    | Csehország   | 5 | 3  | 0 | 2 | 16 | 11 | +5  | 6  | Negyeddöntő     |
| 4.    | Oroszország  | 5 | 3  | 0 | 2 | 20 | 14 | +6  | 6  | Negyeddöntő     |
| 5.    | Ausztria     | 5 | 1  | 0 | 4 | 13 | 28 | −15 | 2  | A 9–12. helyért |
| 6.    | Norvégia (R) | 5 | 0  | 0 | 5 | 5  | 19 | −14 | 0  | A 9–12. helyért |

1. 1 2 3  Németország 2 pont, +1 gk.; Csehország 2 pont, 0 gk.; Oroszország 2 pont, –1 gk.

| 1994. február 12. 21:00 | Ausztria (AUT) | 3–4 (1–1, 0–0, 2–3) | Németország (GER) | Håkons Hall, Lillehammer Nézőszám: 3300 |

| | Brian Stankiewicz | Kapusok                      | Klaus Merk | Játékvezető: Valerij Bokarev Vonalbírók: Stephan Eriksson Johan Norrman |
| \| \| 0–1 \| 04:24 – Ustorf (Hilger) \| \| G. Pusnik (Kerth) – 13:50 \| 1–1 \| \| \| Dallman – 42:02 \| 2–1 \| \| \| \| 2–2 \| 49:57 – Kummer (Brandl) \| \| \| 2–3 \| 50:19 – Doucet (Rumrich) \| \| \| 2–4 \| 56:19 – Brandl (Stefan) (PP) \| \| Strong (Ulrich) – 57:31 \| 3–4 \| \| |                   |                              |            | Játékvezető: Valerij Bokarev Vonalbírók: Stephan Eriksson Johan Norrman |
| 26 perc | Büntetések        | 6 perc                       |            | Játékvezető: Valerij Bokarev Vonalbírók: Stephan Eriksson Johan Norrman |
| 32 | Lövések           | 34                           |            | Játékvezető: Valerij Bokarev Vonalbírók: Stephan Eriksson Johan Norrman |
| | 0–1               | 04:24 – Ustorf (Hilger)      |            | Játékvezető: Valerij Bokarev Vonalbírók: Stephan Eriksson Johan Norrman |
| G. Pusnik (Kerth) – 13:50 | 1–1               |                              |            | Játékvezető: Valerij Bokarev Vonalbírók: Stephan Eriksson Johan Norrman |
| Dallman – 42:02 | 2–1               |                              |            | Játékvezető: Valerij Bokarev Vonalbírók: Stephan Eriksson Johan Norrman |
| | 2–2               | 49:57 – Kummer (Brandl)      |            |                                                                         |
| | 2–3               | 50:19 – Doucet (Rumrich)     |            |                                                                         |
| | 2–4               | 56:19 – Brandl (Stefan) (PP) |            |                                                                         |
| Strong (Ulrich) – 57:31 | 3–4               |                              |            |                                                                         |

| 1994. február 14. 15:00 | Németország (GER) | 2–1 (1–0, 1–1, 0–0) | Norvégia (NOR) | Håkons Hall, Lillehammer Nézőszám: 9245 |

| | Helmut de Raaf | Kapusok                                   | Jim Marthinsen | Játékvezető: Petr Bolina Vonalbírók: Václav Český Szergej Feofanov |
| \| Hegen (Benda, Amann) – 12:48 \| 1–0 \| \| \| Stefan (Niederberger) – 24:49 \| 2–0 \| \| \| \| 2–1 \| 37:22 – Dahlstrøm (Salsten, Knutsen) (PP) \| |                |                                           |                | Játékvezető: Petr Bolina Vonalbírók: Václav Český Szergej Feofanov |
| 10 perc | Büntetések     | 4 perc                                    |                | Játékvezető: Petr Bolina Vonalbírók: Václav Český Szergej Feofanov |
| 21 | Lövések        | 22                                        |                | Játékvezető: Petr Bolina Vonalbírók: Václav Český Szergej Feofanov |
| Hegen (Benda, Amann) – 12:48 | 1–0            |                                           |                | Játékvezető: Petr Bolina Vonalbírók: Václav Český Szergej Feofanov |
| Stefan (Niederberger) – 24:49 | 2–0            |                                           |                | Játékvezető: Petr Bolina Vonalbírók: Václav Český Szergej Feofanov |
| | 2–1            | 37:22 – Dahlstrøm (Salsten, Knutsen) (PP) |                | Játékvezető: Petr Bolina Vonalbírók: Václav Český Szergej Feofanov |

| 1994. február 16. 17:30 | Csehország (CZE) | 1–0 (0–0, 0–0, 1–0) | Németország (GER) | Gjøvik Olympic Cavern Hall, Gjøvik Nézőszám: 5150 |

|                                           | Petr Bříza | Kapusok | Josef Heiß | Játékvezető: Börje Johansson Vonalbírók: Jay Borman Szergej Feofanov |
| \| Kučera (Vykoukal) – 44:14 \| 1–0 \| \| |            |         |            | Játékvezető: Börje Johansson Vonalbírók: Jay Borman Szergej Feofanov |
| 8 perc                                    | Büntetések | 21 perc |            | Játékvezető: Börje Johansson Vonalbírók: Jay Borman Szergej Feofanov |
| 37                                        | Lövések    | 18      |            | Játékvezető: Börje Johansson Vonalbírók: Jay Borman Szergej Feofanov |
| Kučera (Vykoukal) – 44:14                 | 1–0        |         |            | Játékvezető: Börje Johansson Vonalbírók: Jay Borman Szergej Feofanov |

| 1994. február 18. 15:00 | Németország (GER) | 4–2 (2–0, 1–1, 1–1) | Oroszország (RUS) | Håkons Hall, Lillehammer Nézőszám: 8600 |

| | Klaus Merk | Kapusok                    | Szergej Abramov | Játékvezető: Tor Hansen Vonalbírók: Miloš Benek Václav Český |
| \| Truntschka – 07:00 \| 1–0 \| \| \| Truntschka (PP) – 10:12 \| 2–0 \| \| \| Stefan (Brandl) (PP) – 24:52 \| 3–0 \| \| \| \| 3–1 \| 35:09 – Torgajev \| \| \| 3–2 \| 41:39 – Kudasov (Szorokin) \| \| Kummer – 44:47 \| 4–2 \| \| |            |                            |                 | Játékvezető: Tor Hansen Vonalbírók: Miloš Benek Václav Český |
| 12 perc | Büntetések | 10 perc                    |                 | Játékvezető: Tor Hansen Vonalbírók: Miloš Benek Václav Český |
| 18 | Lövések    | 34                         |                 | Játékvezető: Tor Hansen Vonalbírók: Miloš Benek Václav Český |
| Truntschka – 07:00 | 1–0        |                            |                 | Játékvezető: Tor Hansen Vonalbírók: Miloš Benek Václav Český |
| Truntschka (PP) – 10:12 | 2–0        |                            |                 | Játékvezető: Tor Hansen Vonalbírók: Miloš Benek Václav Český |
| Stefan (Brandl) (PP) – 24:52 | 3–0        |                            |                 | Játékvezető: Tor Hansen Vonalbírók: Miloš Benek Václav Český |
| | 3–1        | 35:09 – Torgajev           |                 |                                                              |
| | 3–2        | 41:39 – Kudasov (Szorokin) |                 |                                                              |
| Kummer – 44:47 | 4–2        |                            |                 |                                                              |

| 1994. február 20. 17:30 | Németország (GER) | 1–7 (0–3, 0–2, 1–2) | Finnország (FIN) | Gjøvik Olympic Cavern Hall, Gjøvik Nézőszám: 5261 |

| | Helmut de Raaf | Kapusok                                 | Jarmo Myllys | Játékvezető: Valerij Bokarev Vonalbírók: Lionel Ollier Helmuth Mair |
| \| \| 0–1 \| 12:51 − Lehtinen (Koivu, Peltonen) (PP) \| \| \| 0–2 \| 15:54 − Ojanen (Lehterä) \| \| \| 0–3 \| 17:23 − Nieminen (Palo) \| \| \| 0–4 \| 22:58 − Kiprusoff (Alatalo, Ojanen) \| \| \| 0–5 \| 30:29 − Mäkelä (Helminen) \| \| Doucet (Hegen) − 41:09 \| 1–5 \| \| \| \| 1–6 \| 58:43 − Peltonen \| \| \| 1–7 \| 59:33 − Mäkelä (Helminen) \| |                |                                         |              | Játékvezető: Valerij Bokarev Vonalbírók: Lionel Ollier Helmuth Mair |
| 10 perc | Büntetések     | 10 perc                                 |              | Játékvezető: Valerij Bokarev Vonalbírók: Lionel Ollier Helmuth Mair |
| 14 | Lövések        | 44                                      |              | Játékvezető: Valerij Bokarev Vonalbírók: Lionel Ollier Helmuth Mair |
| | 0–1            | 12:51 − Lehtinen (Koivu, Peltonen) (PP) |              | Játékvezető: Valerij Bokarev Vonalbírók: Lionel Ollier Helmuth Mair |
| | 0–2            | 15:54 − Ojanen (Lehterä)                |              | Játékvezető: Valerij Bokarev Vonalbírók: Lionel Ollier Helmuth Mair |
| | 0–3            | 17:23 − Nieminen (Palo)                 |              | Játékvezető: Valerij Bokarev Vonalbírók: Lionel Ollier Helmuth Mair |
| | 0–4            | 22:58 − Kiprusoff (Alatalo, Ojanen)     |              |                                                                     |
| | 0–5            | 30:29 − Mäkelä (Helminen)               |              |                                                                     |
| Doucet (Hegen) − 41:09 | 1–5            |                                         |              |                                                                     |
| | 1–6            | 58:43 − Peltonen                        |              |                                                                     |
| | 1–7            | 59:33 − Mäkelä (Helminen)               |              |                                                                     |

Negyeddöntő
| 1994. február 23. 19:30 | Németország (GER) | 0–3 (0–0, 0–1, 0–2) | Svédország (SWE) | Gjøvik, Fjellhallen Nézőszám: 5175 |

| | Helmut de Raaf | Kapusok                               | Tommy Salo | Játékvezető: Valerij Bokarev Vonalbírók: Jay Borman Szergej Feofanov |
| \| \| 0–1 \| Stillman (Bergqvist) – 34:14 \| \| \| 0–2 \| Örnskog (Näslund) – 47:42 \| \| \| 0–3 \| Svensson (Jonsson, Loob) (PP) – 49:10 \| |                |                                       |            | Játékvezető: Valerij Bokarev Vonalbírók: Jay Borman Szergej Feofanov |
| 28 perc | Büntetések     | 16 perc                               |            | Játékvezető: Valerij Bokarev Vonalbírók: Jay Borman Szergej Feofanov |
| 18 | Lövések        | 26                                    |            | Játékvezető: Valerij Bokarev Vonalbírók: Jay Borman Szergej Feofanov |
| | 0–1            | Stillman (Bergqvist) – 34:14          |            | Játékvezető: Valerij Bokarev Vonalbírók: Jay Borman Szergej Feofanov |
| | 0–2            | Örnskog (Näslund) – 47:42             |            | Játékvezető: Valerij Bokarev Vonalbírók: Jay Borman Szergej Feofanov |
| | 0–3            | Svensson (Jonsson, Loob) (PP) – 49:10 |            | Játékvezető: Valerij Bokarev Vonalbírók: Jay Borman Szergej Feofanov |

Az 5–8. helyért
| 1994. február 24. 21:00 | Németország (GER) | 5–6 (h.u.) (3–0, 0–3, 2–2) (h.u.: 0–1) | Szlovákia (SVK) | Håkons Hall, Lillehammer Nézőszám: 8925 |

| | Josef Heiß | Kapusok                              | Jaromír Dragan Eduard Hartmann | Játékvezető: Börje Johansson Vonalbírók: Jay Borman Václav Český |
| \| Truntschka (SH) – 10:51 \| 1–0 \| \| \| Rumrich (Handrick, Serikow) – 18:28 \| 2–0 \| \| \| Hilger (Ustorf) – 19:32 \| 3–0 \| \| \| \| 3–1 \| 25:46 – Pálffy (SH) \| \| \| 3–2 \| 33:33 – Kolník (Haščák, Švehla) (PP) \| \| \| 3–3 \| 37:13 – Kolník \| \| \| 3–4 \| 45:21 – Kontšek \| \| Doucet (Franz) – 45:29 \| 4–4 \| \| \| \| 4–5 \| 51:09 – Kolník (Haščák, Švehla) (PP) \| \| Handrick – 51:45 \| 5–5 \| \| \| \| 5–6 \| 61:38 – Haščák \| |            |                                      |                                | Játékvezető: Börje Johansson Vonalbírók: Jay Borman Václav Český |
| 12 perc | Büntetések | 12 perc                              |                                | Játékvezető: Börje Johansson Vonalbírók: Jay Borman Václav Český |
| 23 | Lövések    | 25                                   |                                | Játékvezető: Börje Johansson Vonalbírók: Jay Borman Václav Český |
| Truntschka (SH) – 10:51 | 1–0        |                                      |                                | Játékvezető: Börje Johansson Vonalbírók: Jay Borman Václav Český |
| Rumrich (Handrick, Serikow) – 18:28 | 2–0        |                                      |                                | Játékvezető: Börje Johansson Vonalbírók: Jay Borman Václav Český |
| Hilger (Ustorf) – 19:32 | 3–0        |                                      |                                | Játékvezető: Börje Johansson Vonalbírók: Jay Borman Václav Český |
| | 3–1        | 25:46 – Pálffy (SH)                  |                                |                                                                  |
| | 3–2        | 33:33 – Kolník (Haščák, Švehla) (PP) |                                |                                                                  |
| | 3–3        | 37:13 – Kolník                       |                                |                                                                  |
| | 3–4        | 45:21 – Kontšek                      |                                |                                                                  |
| Doucet (Franz) – 45:29 | 4–4        |                                      |                                |                                                                  |
| | 4–5        | 51:09 – Kolník (Haščák, Švehla) (PP) |                                |                                                                  |
| Handrick – 51:45 | 5–5        |                                      |                                |                                                                  |
| | 5–6        | 61:38 – Haščák                       |                                |                                                                  |

A 7. helyért
| 1994. február 26. 16:30 | Németország (GER) | 4–3 (1–1, 1–1, 2–1) | Egyesült Államok (USA) | Håkons Hall, Lillehammer Nézőszám: 9045 |

| | Josef Heiß | Kapusok                             | Garth Snow | Játékvezető: Kevin Muench Vonalbírók: Szergej Feofanov Lonnie Cameron |
| \| Stefan (Brandl, Meyer) (PP) – 11:03 \| 1–0 \| \| \| \| 1–1 \| 17:44 – Sacco (Richter) \| \| \| 1–2 \| 26:27 – Drury (Roberts, Sacco) (PP) \| \| Mayr (Handrick) – 29:34 \| 2–2 \| \| \| Hilger (Ustorf, Mayr) – 49:57 \| 3–2 \| \| \| Hegen – 52:20 \| 4–2 \| \| \| \| 4–3 \| 52:35 – Ferraro (Richter) \| |            |                                     |            | Játékvezető: Kevin Muench Vonalbírók: Szergej Feofanov Lonnie Cameron |
| 2 perc | Büntetések | 10 perc                             |            | Játékvezető: Kevin Muench Vonalbírók: Szergej Feofanov Lonnie Cameron |
| 26 | Lövések    | 29                                  |            | Játékvezető: Kevin Muench Vonalbírók: Szergej Feofanov Lonnie Cameron |
| Stefan (Brandl, Meyer) (PP) – 11:03 | 1–0        |                                     |            | Játékvezető: Kevin Muench Vonalbírók: Szergej Feofanov Lonnie Cameron |
| | 1–1        | 17:44 – Sacco (Richter)             |            | Játékvezető: Kevin Muench Vonalbírók: Szergej Feofanov Lonnie Cameron |
| | 1–2        | 26:27 – Drury (Roberts, Sacco) (PP) |            | Játékvezető: Kevin Muench Vonalbírók: Szergej Feofanov Lonnie Cameron |
| Mayr (Handrick) – 29:34 | 2–2        |                                     |            |                                                                       |
| Hilger (Ustorf, Mayr) – 49:57 | 3–2        |                                     |            |                                                                       |
| Hegen – 52:20 | 4–2        |                                     |            |                                                                       |
| | 4–3        | 52:35 – Ferraro (Richter)           |            |                                                                       |

| Csapat            | Helyezés |
| ----------------- | -------- |
| Németország (GER) | 7.       |

## Műkorcsolya
| Versenyző                         | Versenyszám | Rövid program     | Rövid program | Rövid program | Kűr               | Kűr        | Kűr         | Összesítés         | Összesítés     |
| Versenyző                         | Versenyszám | Több. hely. száma | Hely.         | Hely. pont.   | Több. hely. száma | Hely.      | Hely. pont. | Helyezési pontszám | Helyezés       |
| --------------------------------- | ----------- | ----------------- | ------------- | ------------- | ----------------- | ---------- | ----------- | ------------------ | -------------- |
| Tanja Szewczenko                  | Női egyéni  | 8×5+              | 5.            | 2,5           | 7×6+              | 6.         | 6,0         | 8,5                | 6.             |
| Katarina Witt                     | Női egyéni  | 6×6+              | 6.            | 3,0           | 6×8+              | 8.         | 8,0         | 11,0               | 7.             |
| Peggy Schwarz Alexander König     | Páros       | 7×8+              | 7.            | 3,5           | 6×8+              | 8.         | 8,0         | 11,5               | 7.             |
| Anuschka Gläser Axel Rauschenbach | Páros       | 5×12+             | 12.           | 6,0           | 5×12+             | 13.        | 13,0        | 19,0               | 13.            |
| Mandy Wötzel Ingo Steuer          | Páros       | 6×8+              | 8.            | 4,0           | nem indult        | nem indult | nem indult  | nem fejezte be     | nem fejezte be |

| Versenyző                             | Versenyszám | Kötelező tánc 1   | Kötelező tánc 1 | Kötelező tánc 1 | Kötelező tánc 2   | Kötelező tánc 2 | Kötelező tánc 2 | Eredeti (original) tánc | Eredeti (original) tánc | Eredeti (original) tánc | Kűr               | Kűr   | Kűr         | Összesítés         | Összesítés |
| Versenyző                             | Versenyszám | Több. hely. száma | Hely.           | Hely. pont.     | Több. hely. száma | Hely.           | Hely. pont.     | Több. hely. száma       | Hely.                   | Hely. pont.             | Több. hely. száma | Hely. | Hely. pont. | Helyezési pontszám | Helyezés   |
| ------------------------------------- | ----------- | ----------------- | --------------- | --------------- | ----------------- | --------------- | --------------- | ----------------------- | ----------------------- | ----------------------- | ----------------- | ----- | ----------- | ------------------ | ---------- |
| Jennifer Goolsbee Hendryk Schamberger | Jégtánc     | 5×10+             | 9.              | 1,8             | 7×9+              | 9.              | 1,8             | 7×9+                    | 9.                      | 5,4                     | 5×9+              | 9.    | 9,0         | 18,0               | 9.         |

## Síakrobatika
Ugrás
| Versenyző      | Versenyszám | Selejtező | Selejtező | Döntő   | Döntő    |
| Versenyző      | Versenyszám | Pont      | Helyezés  | Pont    | Helyezés |
| -------------- | ----------- | --------- | --------- | ------- | -------- |
| Sonja Reichart | Női         | 38,00     | 22.       | kiesett | kiesett  |
| Elfie Simchen  | Női         | 146,70    | 10.       | 136,46  | 9.       |

Mogul
| Versenyző            | Versenyszám | Selejtező | Selejtező | Döntő   | Döntő    |
| Versenyző            | Versenyszám | Pont      | Helyezés  | Pont    | Helyezés |
| -------------------- | ----------- | --------- | --------- | ------- | -------- |
| Klaus Weese          | Férfi       | 22,67     | 23.       | kiesett | kiesett  |
| Birgit Keppler-Stein | Női         | 21,39     | 20.       | kiesett | kiesett  |
| Tatjana Mittermayer  | Női         | 23,81     | 7.        | 24,43   | 6.       |

## Sífutás
Férfi
| Versenyző                                                     | Versenyszám         | Eredmény      | Helyezés      |
| ------------------------------------------------------------- | ------------------- | ------------- | ------------- |
| Jochen Behle                                                  | 10 km               | 25:29,4       | 11.           |
| Jochen Behle                                                  | 15 km üldözőverseny | 39:12,1       | 14.           |
| Jochen Behle                                                  | 50 km               | nem ért célba | nem ért célba |
| Johann Mühlegg                                                | 10 km               | 25:50,6       | 17.           |
| Johann Mühlegg                                                | 15 km üldözőverseny | 38:11,2       | 8.            |
| Johann Mühlegg                                                | 30 km               | 1:15:42,8     | 9.            |
| Janko Neuber                                                  | 10 km               | 27:27,4       | 61.           |
| Janko Neuber                                                  | 15 km üldözőverseny | 41:19,6       | 35.           |
| Janko Neuber                                                  | 30 km               | 1:19:57,5     | 33.           |
| Janko Neuber                                                  | 50 km               | nem ért célba | nem ért célba |
| Torald Rein                                                   | 10 km               | 26:38,7       | 32.           |
| Torald Rein                                                   | 15 km üldözőverseny | 41:42,3       | 38.           |
| Peter Schlickenrieder                                         | 30 km               | 1:20:08,8     | 35.           |
| Peter Schlickenrieder                                         | 50 km               | 2:25:22,4     | 56.           |
| Torald Rein Jochen Behle Peter Schlickenrieder Johann Mühlegg | 4 × 10 km váltó     | 1:44:26,7     | 4.            |

## Síugrás
| Versenyző                                                  | Versenyszám | 1. ugrás | 1. ugrás | 2. ugrás | 2. ugrás | Összesítés | Összesítés |
| Versenyző                                                  | Versenyszám | Pont     | Hely.    | Pont     | Hely.    | Pont       | Helyezés   |
| ---------------------------------------------------------- | ----------- | -------- | -------- | -------- | -------- | ---------- | ---------- |
| Christof Duffner                                           | Normálsánc  | 110,5    | 29.      | 119,0    | 14.      | 229,5      | 18.        |
| Christof Duffner                                           | Nagysánc    | 120,5    | 6.       | 92,5     | 14.      | 213,0      | 11.        |
| Hansjörg Jäkle                                             | Nagysánc    | 94,2     | 18.      | 75,6     | 27.      | 169,8      | 24.        |
| Gerd Siegmund                                              | Normálsánc  | 123,5    | 11.*     | 119,5    | 12.*     | 243,0      | 11.        |
| Dieter Thoma                                               | Normálsánc  | 127,5    | 7.       | 133,0    | 2.       | 260,5      |            |
| Dieter Thoma                                               | Nagysánc    | 102,0    | 15.      | 90,7     | 15.      | 192,7      | 15.        |
| Jens Weißflog                                              | Normálsánc  | 132,0    | 5.       | 128,0    | 5.       | 260,0      | 4.         |
| Jens Weißflog                                              | Nagysánc    | 134,1    | 2.       | 140,4    | 1.       | 274,5      |            |
| Jens Weißflog Dieter Thoma Hansjörg Jäkle Christof Duffner | Csapat      | 486,8    | 1.       | 483,3    | 1.       | 970,1      |            |

* - egy másik versenyzővel azonos eredményt ért el

## Szánkó
| Versenyző                   | Versenyszám | 1. futam | 1. futam | 2. futam | 2. futam | 3. futam | 3. futam | 4. futam | 4. futam | Összesítés | Összesítés |
| Versenyző                   | Versenyszám | Idő      | Hely.    | Idő      | Hely.    | Idő      | Hely.    | Idő      | Hely.    | Idő        | Helyezés   |
| --------------------------- | ----------- | -------- | -------- | -------- | -------- | -------- | -------- | -------- | -------- | ---------- | ---------- |
| Alexander Bau               | Férfi egyes | 51,020   | 14.      | 51,078   | 13.      | 50,885   | 14.*     | 51,430   | 17.      | 3:24,413   | 15.        |
| Georg Hackl                 | Férfi egyes | 50,296   | 1.       | 50,560   | 1.       | 50,224   | 2.       | 50,491   | 2.       | 3:21,571   |            |
| Jens Müller                 | Férfi egyes | 50,563   | 5.       | 50,858   | 9.       | 50,297   | 3.       | 50,862   | 11.      | 3:22,580   | 8.         |
| Jana Bode                   | Női egyes   | 50,099   | 18.      | 49,296   | 7.       | 49,467   | 14.      | 49,239   | 3.       | 3:18,101   | 14.        |
| Susi Erdmann                | Női egyes   | 48,989   | 4.       | 48,893   | 2.       | 49,340   | 11.      | 49,054   | 2.       | 3:16,276   |            |
| Gabi Kohlisch               | Női egyes   | 48,988   | 3.       | 49,323   | 9.       | 49,301   | 6.       | 49,585   | 15.      | 3:17,197   | 6.         |
| Stefan Krauße Jan Behrendt  | Kettes      | 48,364   | 3.       | 48,581   | 3.       |          |          |          |          | 1:36,945   |            |
| Steffen Skel Steffen Wöller | Kettes      | 49,217   | 15.      | 49,091   | 12.      |          |          |          |          | 1:38,308   | 14.        |

* - egy másik versenyzővel azonos eredményt ért el